# Surrender (chanson d'Elvis Presley)
Pour les articles homonymes, voir Surrender.
Singles de Elvis Presley
Are You Lonesome Tonight?
(1960) I Feel So Bad /
Wild in the Country
(1961)
Clip vidéo
[vidéo] « Surrender (audio) », sur YouTube
Surrender est une chanson d'Elvis Presley, sortie en single sur le label RCA Victor en 1961.

## Composition
La chanson est l'adaptation anglaise, par Doc Pomus et Mort Shuman, de la chanson neapolitaine Torna a Surriento ecrite par Giambattista de Curtis et composée par Ernesto de Curtis.

## Histoire
La chanson a été originellement enregistrée par Elvis Presley. Enregistrée par lui avec les Jordanaires le 30 octobre 1960, elle sort en single le 27 février 1961.